# SN 2006gy
SN 2006gy — необычно яркая сверхновая, вспышка которой наблюдалась 18 сентября 2006 года в галактике NGC 1260. Впервые была обнаружена Робертом Квимби и P. Mondol,

 и затем изучалась разными группами астрономов при обсерваториях Чандра, Лик и Кек.

В мае 2007 НАСА и еще несколько астрономов представили первый детальный анализ сверхновой, описав ее как «самую яркую из когда-либо зафиксированных». В октябре 2007 Квимби объявил, что сверхновая SN 2005ap побила рекорд SN 2006gy по светимости.
 Открытие сверхновой SN 2006gy заняло третье место в десятке научных открытий 2007 года по версии журнала Time.

## Характеристика

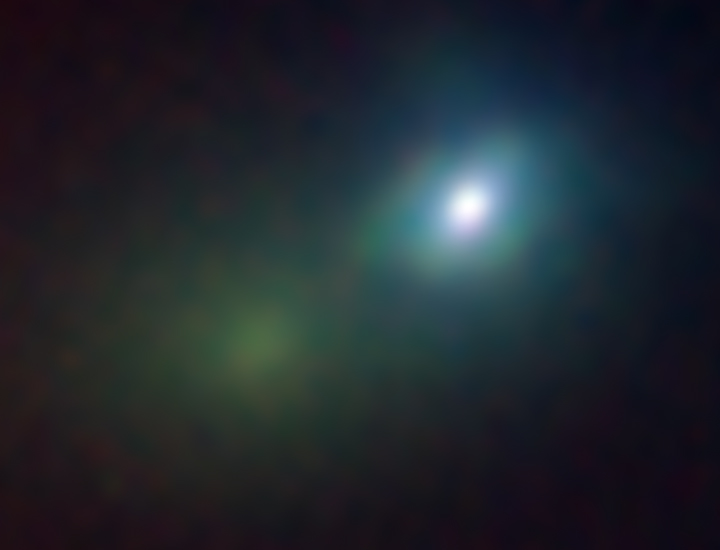
Снимок галактики NGC 1260 в инфракрасном диапазоне. SN2006gy — самая яркая точка, тусклая область ниже-влево от центра снимка — ядро галактики

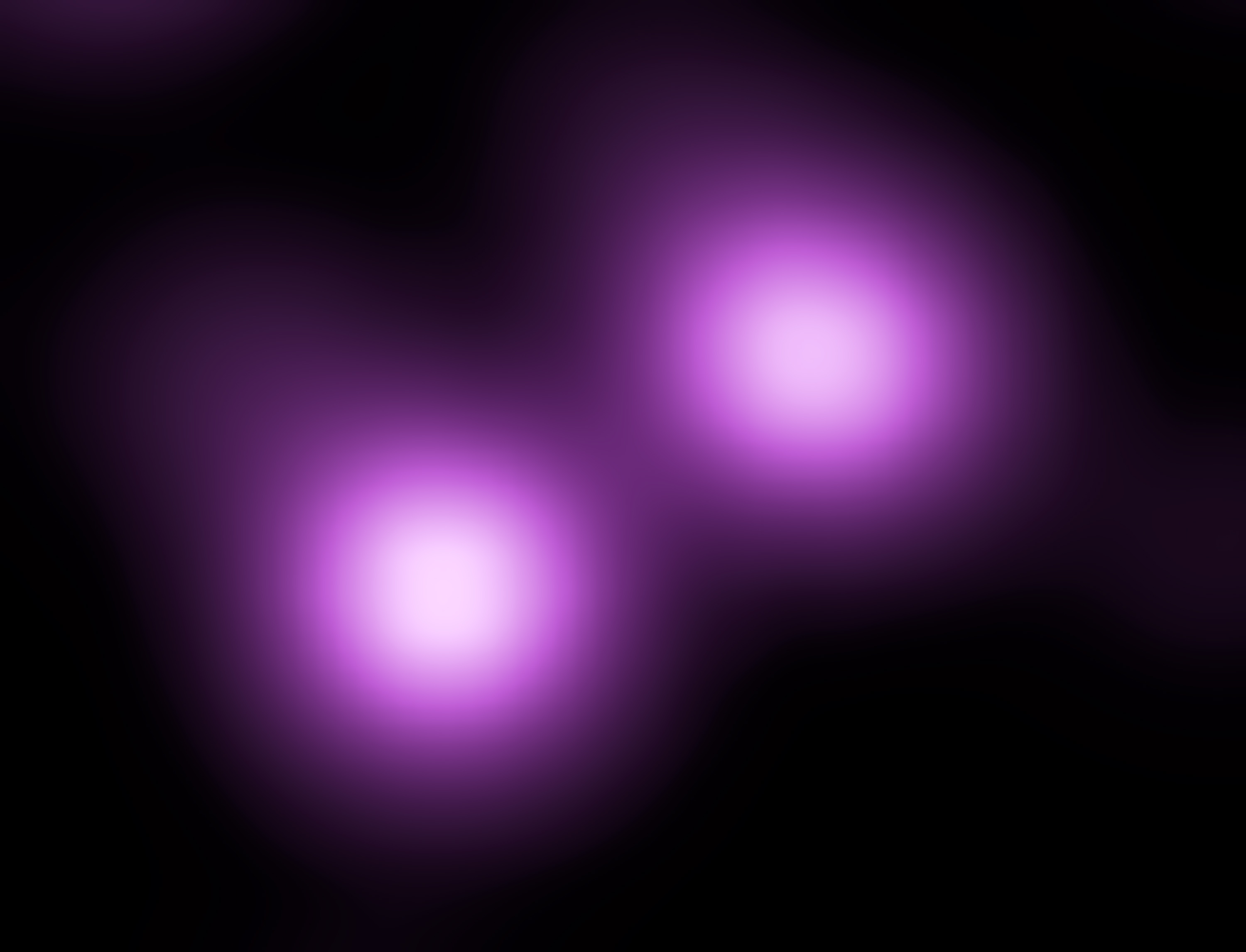
Снимок той же галактики в рентгеновском диапазоне, светимость ядра и сверхновой практически совпадают

Вспышка SN 2006gy произошла в удаленной галактике NGC 1260, на расстоянии 238 миллионов световых лет (73 мегапарсек). Следовательно, учитывая скорость распространения света и расширение вселенной, сам взрыв произошел около 230 миллионов лет назад. Энергию взрыва оценили в 1051 эрг (1044 Дж), что примерно на два порядка превышает яркость обычных сверхновых, которая составляет примерно 1049 эрг (1042 Дж), это позволило предположить её принадлежность к новому классу подобных процессов — гиперновых. Хотя на пике светимости SN 2006gy была в 400 раз ярче, чем SN 1987A, которая была видна невооруженным глазом, расстояние до SN 2006gy в 1400 раз больше, ее можно было наблюдать лишь в телескоп.
SN 2006gy была отнесена к сверхновым II типа из-за обнаруженных в спектре линий водорода, хотя необычно высокая светимость указывает на совершенно другой тип сверхновой. Было предложено несколько механизмов такого сильного взрыва, для всех требуется очень массивная звезда-предшественник. Наиболее вероятное объяснение произошедшему — эффективное преобразование кинетической энергии взрыва в энергию излучения при взаимодействии с сопутствующим веществом, подобно сверхновым типа IIn, только в более крупном масштабе. Подобное может произойти после потери массы вещества (около 10 солнечных) яркой голубой переменной звезды или в нестабильных по отношению к образованию электрон-позитронных пар. Для объяснения такой экстраординарной яркости было предложено несколько теорий, включая такие экзотические как аннигиляция антиматерии и образование кварковой звезды, многократный взрыв звезды, столкновение двух массивных звёзд.

## Сходство с звездой Эта Киля
Эта Киля — очень яркий гипергигант, расположенный в 7500 световых годах от Земли в нашей галактике. Поскольку Эта Киля в 32000 раз ближе, свет от её вспышки будет в миллиард раз ярче. Дейв Поули, один из первооткрывателей SN 2006gy, говорит, что, когда Эта Киля взорвётся, подобно SN 2006gy, при её свете можно будет читать, а ночью будет так же светло, как и днём. Видимая звездная величина SN 2006gy составляет 15, гипотетическая вспышка Эты Киля будет иметь −7,5. По мнению астрофизика Марио Ливио, такое событие может произойти в любое время, при этом угроза для жизни на Земле является минимальной.